# Constantino Barradas
Dom Constatino Barradas (Lisboa, 1550 - Salvador, 1 de setembro de 1618) foi um bispo português, o quarto bispo de São Salvador da Bahia de Todos os Santos.

## Biografia
Foram seus pais André Henrique e Francisca Barradas, ambos naturais de Lisboa. Fez longos estudos, obtendo os graus acadêmicos em artes, filosofia e doutor em teologia pela Universidade de Coimbra. Era sacerdote secular da Arquidiocese de Lisboa, quando em 9 de setembro de 1602, o Papa Clemente VIII o confirmou Bispo de São Salvador da Bahia de Todos os Santos, no Brasil. No ano de 1608, criou as Paróquias de Cairu, do Espírito Santo de Boipeba, de Nossa Senhora da Vitória de São Cristóvão, de Sergipe, a de Nossa Senhora da Ajuda de Jaguaripe, e a de Nossa Senhora da Assunção, em Fortaleza e de Nossa Senhora da Vitória, no Estado do Maranhão.
Na verdade, segundo vários historiadores, em 1617, o cônego Marcos Teixeira de Mendonça fora escolhido para o bispado episcopal da Bahia, sendo ele doutor formado também em Coimbra, como Dom Constantino, e além disto, cônego doutoral da Sé de Évora, por indicação do monarca, e inquisidor de Évora. Dom Marcos Teixeira, foi escolhido para suceder a Dom Constantino Barradas, que estava doente e teve desavenças com as autoridades civis, renunciando seu cargo episcopal, em 1617. A renuncia e a nomeação foi feita pela Santa Sé, antes que Dom Constantino por procuração pronuncia-se, devido aos extremecimentos com as autoridades civis da Bahia, e a emergente sucessão necessitada pelo Monarca, no entanto, a situação se tornou definitiva com a morte de Dom Constantino que falecera, no mesmo ano de 1618.

## Controvérsias
No artigo “A Inquisição e Maria Barbosa, mulher endemoninhada” de Dirce Lorimier Fernandes, a autora discute a trajetória de Maria Barbosa, parda, acusada de feiticeira, os desentendimentos entre o Governador da Bahia e o Bispo Dom Constantino Barradas e as dificuldades de a Inquisição atuar no Brasil, devido à inexistência de Tribunais do Santo Ofício, tendo que enviar os acusados para a corte, a fim de serem julgados.
| “ | Também merece destaque o quarto Bispo do Brasil, Dom Constantino Barradas, que procurou organizar a constituição para o bispado da Bahia, as por não terem sido impressas, as suas observâncias caíram em desuso, continuando a vigorar no Brasil as Constituições de Lisboa. | ” |